# 現代進行形TV イマジン!
『現代進行形TV イマジン!』（げんだいしんこうけいてれび イマジン）は、2002年4月16日から2003年3月11日まで、朝日放送テレビ（ABCテレビ）の制作により、テレビ朝日系列で放送されたドキュメンタリー番組である。放送時間は、毎週火曜20:00 - 20:54（JST）。

## 概要
キャスターに元NHKアナウンサーの大塚範一、女優・真中瞳、タレント・東野幸治を迎え、今注目されている人間にスポットライトを当てたドキュメンタリーと、それに付随したスタジオでのキャスターとゲストらとのトークセッションを行った。
大塚がNHKを退職後、フリーアナウンサーとしてフジテレビ系列の番組へ活動の場を移す中、初めてのフジテレビ系列以外の民放での番組出演となった。
また、この番組の開始でABCの火曜20時枠のスポンサーはこれまでの1時間通し(30"×12)から前半枠(30"×6)、後半枠(30"×6)に分離されるようになり、現在に至る。

## ネット局
| 放送対象地域   | 放送局           | 系列           | 備考                                  |
| -------------- | ---------------- | -------------- | ------------------------------------- |
| 近畿広域圏     | 朝日放送テレビ   | テレビ朝日系列 | 制作局 現：朝日放送テレビ             |
| 関東広域圏     | テレビ朝日       | テレビ朝日系列 |                                       |
| 北海道         | 北海道テレビ     | テレビ朝日系列 |                                       |
| 青森県         | 青森朝日放送     | テレビ朝日系列 |                                       |
| 岩手県         | 岩手朝日テレビ   | テレビ朝日系列 |                                       |
| 宮城県         | 東日本放送       | テレビ朝日系列 |                                       |
| 秋田県         | 秋田朝日放送     | テレビ朝日系列 |                                       |
| 山形県         | 山形テレビ       | テレビ朝日系列 |                                       |
| 福島県         | 福島放送         | テレビ朝日系列 |                                       |
| 新潟県         | 新潟テレビ21     | テレビ朝日系列 |                                       |
| 長野県         | 長野朝日放送     | テレビ朝日系列 |                                       |
| 静岡県         | 静岡朝日テレビ   | テレビ朝日系列 |                                       |
| 石川県         | 北陸朝日放送     | テレビ朝日系列 |                                       |
| 中京広域圏     | 名古屋テレビ     | テレビ朝日系列 |                                       |
| 広島県         | 広島ホームテレビ | テレビ朝日系列 |                                       |
| 山口県         | 山口朝日放送     | テレビ朝日系列 |                                       |
| 香川県・岡山県 | 瀬戸内海放送     | テレビ朝日系列 |                                       |
| 愛媛県         | 愛媛朝日テレビ   | テレビ朝日系列 |                                       |
| 福岡県         | 九州朝日放送     | テレビ朝日系列 | 内容により子会社のKBC映像が制作に参加 |
| 長崎県         | 長崎文化放送     | テレビ朝日系列 |                                       |
| 熊本県         | 熊本朝日放送     | テレビ朝日系列 |                                       |
| 大分県         | 大分朝日放送     | テレビ朝日系列 |                                       |
| 鹿児島県       | 鹿児島放送       | テレビ朝日系列 |                                       |
| 沖縄県         | 琉球朝日放送     | テレビ朝日系列 |                                       |

| 朝日放送制作・テレビ朝日系列 火曜20:00 - 20:54枠 | 朝日放送制作・テレビ朝日系列 火曜20:00 - 20:54枠 | 朝日放送制作・テレビ朝日系列 火曜20:00 - 20:54枠               |
| 前番組                                           | 番組名                                           | 次番組                                                         |
| ------------------------------------------------ | ------------------------------------------------ | -------------------------------------------------------------- |
| たけし・所のWA風がきた!                          | 現代進行形TV イマジン! （2002年4月 - 2003年3月） | 世界痛快伝説!! 運命のダダダダーン!Z - 金曜21時枠から移動・改題 |